# Acoustic Hearts of Winter
Acoustic Hearts of Winter è il secondo album di Aly & AJ pubblicato il 26 settembre 2006 dalla Hollywood Records in CD.

## Il disco
Greatest Time of Year è l'unico singolo estratto dall'album, pubblicato nel settembre 2006. La canzone è stata utilizzata come colonna sonora del film Santa Clause 3 e nel video musicale appaiono delle scene del film. Il video musicale fu trasmesso per la prima volta su Disney Channel il 16 ottobre 2006, dopo la première del film Disney per la televisione Twitches.
L'album ha venduto più di 114 000 copie negli USA.
Le prime clips dell'album sono state pubblicate sul sito Barnes & Noble.
La versione presente nei negozi Target ha avuto in aggiunta la bonus track - "We Wish you a Merry Christmas" e da ottobre 2007 anche le bonus tracks "Winter Wonderland" e "Rockin' Around the Christmas Tree". L'album è stato pubblicato anche in Italia su i più importanti Digital Store il 29 settembre 2008.
Aly & AJ hanno registrato la canzone Jingle Bell Rock nel 2004. La canzone è stata inserita nell'album Radio Disney Jingle Jams.
Acoustic Hearts of Winter debuttò alla posizione numero 78 della Hot 200 vendendo 19 000 copie nella prima settimana. L'album uscì dalla classifica vicino alle 15 settimane nella Hot 200. Si posizionò inoltre al numero 14 nella Top Holiday Albums con 15 settimane in classifica, ha poi raggiunto la posizione numero 28 prima di uscire definitivamente.

## Distribuzione
| Stato       | Data              | Formato |
| ----------- | ----------------- | ------- |
| USA         | 26 settembre 2006 |         |
| Hong Kong   | 5 ottobre 2006    |         |
| Australia   | 28 ottobre 2006   | Digital |
| Canada      | 7 novembre 2006   |         |
| Italia      | 29 settembre 2008 | Digital |
| Inghilterra | 27 novembre 2006  | Digital |
| Inghilterra | 29 settembre 2008 | CD      |

## Critica
L'album ha avuto delle ottime recensioni, pur essendo un album natalizio e si è stabilizzato alla posizione 78 alla Billboard 200. AllMusic ha dato all'album tre stelle, senza dare critiche positive o negative all'album.

## Tracce
1. Greatest Time of Year
2. Joy to the World
3. We Three Kings
4. First Noel
5. God Rest Ye Merry Gentlemen
6. Silent Night
7. I'll Be Home for Christmas
8. Let It Snow
9. Deck the Halls
10. Little Drummer Boy
11. Not This Year

Bonus tracks
1. We Wish You a Merry Christmas" – 1:22 (Target Bonus track)
2. Winter Wonderland" – 2:43 (2007 Target Bonus track)
3. Rockin' Around the Christmas Tree" – 2:05 (2007 Target Bonus track)2007)

## Informazioni sulle tracce
Greatest Time Of Year
- Writers: Aly Michalka, AJ Michalka, Antonina Armato, Tim James
- Guitar: Tim Pierce
- Bass: Sean Hurley
- Drums: Dorian Crozier
- Keyboards: Jamie Muhoberac

Joy To The World
- Writers: Traditional
- Adapted and Arranged by: Aly Michalka, AJ Michalka, Antonina Armato, Tim James
- Percussion: Luis Conte
- Guitars: Tim Pierce and Dean Parks'
- Piano/Wurley: Jamie Muhoberac
- Bass: Sean Hurley

We Three Kings
- Writers: Traditional
- Adapted and Arranged by: Aly Michalka, AJ Michalka, Antonina Armato, Tim James
- Percussion: Luis Conte
- Guitars: Tim Pierce and Dean Parks'
- Piano/Wurley: Jamie Muhoberac
- Bass: Sean Hurley
- Cello: Cameron Stone

The First Noel
- Writers: Traditional
- Adapted and Arranged by: Aly Michalka, AJ Michalka, Antonina Armato, Tim James
- Percussion: Luis Conte
- Guitars: Tim Pierce and Dean Parks'
- Piano/Wurley: Jamie Muhoberac
- Bass: Sean Hurley
- Cello: Cameron Stone

God Rest Ye Merry Gentlemen
- Writers: Traditional
- Adapted and Arranged by: Aly Michalka, AJ Michalka, Antonina Armato, Tim James
- Percussion: Luis Conte
- Guitars: Tim Pierce and Dean Parks'
- Piano/Wurley: Jamie Muhoberac
- Bass: Sean Hurley
- Cello: Cameron Stone

Silent Night
- Writers: Traditional
- Adapted and Arranged by: Aly Michalka, AJ Michalka, Antonina Armato, Tim James
- Percussion: Luis Conte
- Guitars: Tim Pierce and Dean Parks'
- Piano/Wurley: Jamie Muhoberac
- Bass: Sean Hurley
- Cello: Cameron Stone

I'll Be Home For Christmas
- Writters: K. GAnnon, W. Kent, B. Ram
- Percussion: Luis Conte
- Guitars: Tim Pierce and Dean Parks'
- Piano/Wurley: Jamie Muhoberac
- Bass: Sean Hurley

Let It Snow
- Writters: Jule Styne, Sammy Cahn
- Percussion: Luis Conte
- Guitars: Tim Pierce and Dean Parks'
- Piano/Wurley: Jamie Muhoberac
- Bass: Sean Hurley
- Vibes: Bob Zamitti

Deck The Halls
- Writers: Traditional
- Adapted and Arranged by: Aly Michalka, AJ Michalka, Antonina Armato, Tim James
- Percussion: Luis Conte
- Guitars: Tim Pierce and Dean Parks'
- Piano/Wurley: Jamie Muhoberac
- Bass: Sean Hurley

Little Drummer Boy
- Writters: Katherine Davis, Henry Onorati, Harry Simeone
- Drums: Dorian Crozier
- Bass: Sean Hurley
- Guitars: Tim Pierce

Not This Year
- Writters: Aly Michalka, AJ Michalka, Antonina Armato, Tim James
- Drums: Dorian Crozier
- Guitars: Tim Pierce
- Bass: Sean Hurley
- Keyboards: Jamie Muhoberac

## Classifiche
| Classifica (2006)                   | Massima posizione | Sales    |
| ----------------------------------- | ----------------- | -------- |
| U.S. Billboard 200                  | 78                | 100,000+ |
| U.S. Billboard Top Holiday Albums   | 14                | 100,000+ |
| U.S. Billboard Comprehensive Albums | 86                | 100,000+ |